# Biatora subgilva
Biatora subgilva är en lavart som först beskrevs av Johann Franz Xaver Arnold, och fick sitt nu gällande namn av Hinteregger. Biatora subgilva ingår i släktet Biatora och familjen Ramalinaceae.   Inga underarter finns listade i Catalogue of Life.